# Аніканов Іван Михайлович
Іван Михайлович Аніка́нов (нар. 30 вересня 1911, Бахмут — пом. 15 липня 1972, Кишинів) — молдавський радянський державний і партійний діяч.

## Життєпис
Народився 30 вересня 1911 року у місті Бахмуті (нині Донецька область, Україна). У 1930—1943 роках — змінний інженер-конструктор, завідувач електрогрупи, старший інженер проєктно-технічного відділу на оборонних заводах. У 1937 році закінчив Ленінградський електромеханічний інститут. Член ВКП(б) з 1939 року.
У 1943—1952 роках — секретар партійних комітетів, партійний організатор ЦК ВКП(б) на заводах у Барнаулі та Харкові (зокрема, в 1944—1945 роках партійний організатор ЦК ВКП(б) заводу № 77 Народного комісаріату танкової промисловості СРСР). З 1952 року — в апараті ЦК КПРС.
У 1955—1959 роках — завідувач відділу партійних органів ЦК КП Молдавії. 1956 року закінчив Вищу партійну школу при ЦК КПРС. З 15 квітня 1959 року по 27 вересня 1961 року — секретар ЦК КП Молдавії; у 1961—1962 роках — заступник голови Ради народного господарства Молдавської РСР; у 1962—1970 роках — начальник Головного управління з енергетики та електрифікації при Раді міністрів Молдавської РСР.
На 6-му, 7-му, 9-му, 11-му і 12-му з'їздах Комуністичної партії Молдавії обирався членом Центрального комітету, на 10-му з'їзді — членом Ревізійної комісії Комуністичної партії Молдавії. У 1955—1959 роках — кандидат у члени, а у 1959—1961 роках — член Бюро Центрального комітету Комуністичної партії Молдавії. Обирався депутатом Верховної Ради Молдавської РСР 4—5-го і 7-го скликань.
З 1970 року — персональний пенсіонер у Кишиневі. Помер 15 липня 1972 року в Кишиневі.

## Нагороди
Нагороджений орденом Жовтневої Революції, двома орденами Трудового Червоного Прапора, орденом Червоної Зірки (30 квітня 1945), медалями.